# Доротеа Џерард
Доротеа Мери Станислаус Џерард (енгл. Dorothea Mary Stanislaus Gerard; Рокхолс Хаус, 9. август1855 — Беч, 29. септембар 1915), позната и као Мадам Лонгард де Лонгард, била је писац романа. Често је писала о контроверзним и неконвенционалним темама и њен "општи конзервативизам је опстајао заједно са продорним погледом на односе националних и етничких подела, услед антисемитизма и других облика предрасуда“. У почетку је писала из задовољства са старијом сестром Емили Џерард, али је касније направила независну каријеру издајући четрдесетак књига између 1890. и 1916. Њена циљна публика били су углавном они који говоре енглески језик и путују Европом. 

## Младост
Доротеа Џерард је рођена 1855. у Рокхолс Хаусу у Њу Монкланду, Ланарк, Шкотска, као најмлађа ћерка пуковника Арчибалда Џерарда (1812–1880) из Рокхолса у Ланаркширу, и Еуфемије Ерскин рођене Робисон (1818–1818), најстарије кћерке познатог проналазача сера Џона Робисона (1778–1843). Имала је три сестре и три брата, укључујући генерала сер Монтагју Гилберта Џерарда (1842–1905). Доротеа Џерард је водила порекло од филозофа Александра Џерарда (1728–1795), Арчибалда Алисона (1757–1839) шкотског епископалног свештеника и писца, и Гилберта Џерарда (1760–1815), свештеника шкотске цркве и писца. Њена сестра Емили Џерард рођена 1849. у Честерсу, Џедбург, Роксбургшир, Шкотска, такође је била писац романа. Породично опредељење је првобитно било шкотско епископално, али када је њихова мајка прешла у католичанство 1848. њена деца су одгајана као католици. У попису становништва у Шкотској из 1861. године, Доротеа је забележена да живи у Рокхолс Хаусу у Ланаркширу са својим родитељима, својим сестрама Ен, Емили и Мери, и особљем од 11 слугу. Породица Џерард живела је у Бечу од 1863. до 1866. године. Доротеја се школовала код куће све до смрти своје мајке 1870. године када је њена старијасестра Емили преузела старатељство над њом. Доротеја се придружила својој сестри у Аустрији где је наставила школовање учећи европске језике у самостану Сакре Кер у Риденбургу у Аустрији. Две сестре Доротеа и Емили постале су активне учеснице британске књижевне заједнице у другој половини деветнаестог века, радећи заједно и самостално.

## Сарадња са Емили Џерард
Године 1877. Доротеја је почела да пише романе, а њено прво велико дело је било у сарадњи са њеном сестром Емили Џерард под заједничким псеудонимом Е. Д. Џерард. Реата; или Шта је у имену (1880) бавио се покушајима мексичке девојке да се прилагоди европским обичајима и објављен је у Блеквудс Магазину. Три наредна романа које су сестре објавиле у истом часопису су Просјак мој комшија (1882), Херкулове воде (1885) и Осетљива биљка (1891). Позивајући се на један од њихових заједничких романа, Суботњи прегед (енгл. The Saturday Review), их је сврстао „међу најфасцинантније књижевнице“.

## Брак и период до смрти
Дана 12. априла 1887. у Марбургу Доротеа Џерард се удала за капетана (касније генерал-мајора) Јулија Лонгарда из 7. Аустријске копљаничке у аустроугарској војсци. Након удаје живела је дуго Аустрији и Галицији које је често узимала за места дешавања својих романа, укључујући и романтичне везе између европског племства. Након удаје, Џерард се плашила да ће занемарити матерњи језик па се трудила да чита и пише на енглеском језику колико год је то било могуће. Године 1894. њен муж је добио титулу 'Лонгард де Лонгард'. Имали су ћерку Доротеју Станислав Јулију (1888–1943). Након брака, њена сарадња са сестром Емили је престала. Доротеа Џерард је постала успешна као писац романа, укључујући Речу, Етелкин завет и Краљицу скуте и кајмака. Њена прича 'Моја ноћна мора', из њене књиге кратких прича На пропутовању (1892), више пута је антологирана у збиркама викторијанског хорора и неизвесности.   Као Доротеа Лонгард де Лонгард, постала је успешнија и плоднија као романописац од своје две сестре, толико да је 1893. била интервјуисана за 'Портрети славних личности у различитим годинама' у Магазину Странд. 
Доротеа Џерард је умрла након дуге болести у доби од 60 година у септембру 1915. у Бечу где је већ неколико година живела у пензији. Сахрањена је у породичној гробници на Средишњем бечком гробљу.

## Дело

### Као Е. Д. Џерард (са својом сестром Емили Џерард)
- Реата; или Шта је у имену (Reata; or What's in a Name, Edinburgh and London: William Blackwood and Sons, 1880)[12][13][14]
- Просјак мој сусед (Beggar My Neighbour, Edinburgh and London: William Blackwood and Sons, 1882)[15][16][17]
- Херкулове воде (The Waters of Hercules, Edinburgh and London: William Blackwood and Sons, 1885)[18]
- Осетљива биљка, 3 тома (A Sensitive Plant, 3 vols., Kegan Paul, London, 1891)

### Самостално као Д. Џерард
- Лејди Бејби: Роман (Lady Baby:  A novel, Leipzig: Tauchnitz 1890)
- Реча (Recha, Edinburgh, London: Blackwood 1890)
- Ортодоксни (Orthodox, Leipzig: Tauchnitz 1891)
- На пропутовању и друге приче (On the Way Through and Other Tales, London 1892)
- Краљица скуте и кајмака (A Queen of Curds and Cream, Leipzig: Heinemann and Balestier 1892)
- Етелкин завет: роман (Etelka's Vow: A novel, London 1892)
- Богата госпођица Ридел (The Rich Miss Riddell, Edinburgh: Blackwood 1894)
- Лот 13 (Lot 13, D. Appleton and Company, New York 1894)
- Уговорени брак (An Arranged Marriage, D. Appleton and Company, New York 1895)
- Погрешан човек (The Wrong Man, Leipzig: Tauchnitz 1896)
- Беспрекорна репутација (A Spotless Reputation, Leipzig: Tauchnitz 1897)
- Препрека: Роман (The Impediment: A novel, New York: D. Appleton and Company 1898[19])
- Заборављени грех (A Forgotten Sin, Leipzig: Tauchnitz 1898)
- Ствари које су се догодиле (Things That Have Happened, London 1899)
- Једна година (One Year, Edinburgh: Blackwood 1899)
- Освајање Лондона (The Conquest of London, New York: Buckles 1900)
- Врхунски злочин (The Supreme Crime, Leipzig: Tauchnitz 1901)
- Порез у крви: студија о милитаризму (The Blood-Tax: A Study in Militarism, Leipzig: Tauchnitz 1902)
- Свети брак (Holy Matrimony, Leipzig: Tauchnitz 1902, London Methuen 1902)
- Вечна жена (The Eternal Woman, Leipzig: Tauchnitz 1903)
- Три суштине (The Three Essentials, Leipzig: Tauchnitz 1905)
- Пиљевина - Романса о Тимберленду (Sawdust – A Romance of the Timberlands, Philadelphia, Chicago: Winston 1905)
- Невероватна идила (The Improbable Idyl, Leipzig: Tauchnitz 1905)
- Славна лаж (A Glorious Lie, Leipzig: Tauchnitz 1905)
- Кућа загонетки (The House of Riddles, London: Hutchinson 1906)
- Компромис (The Compromise, Leipzig: Tauchnitz 1906. (2 тома)
- Ћерке путнице (Itinerant Daughters, London: John Long 1907)
- Усијана круна – Полуисторијска романса (The Red-Hot Crown – A Semi-Historical Romance, London: John Long 1909)
- Травната удовица (The Grass Widow, Leipzig: Tauchnitz 1910)
- Примамљиви град (The City of Enticement, Leipzig: Tauchnitz 1912)
- Мис Провиденс (Miss Providence, D. Appleton & Co., New York, London, 1912)
- Недостојни пакт (The Unworthy Pact, Leipzig: Tauchnitz 1913)
- Егзотична Марта (Exotic Martha, Leipzig: Tauchnitz 1913)
- Аустријски официр на послу и у игри (The Austrian Officer at Work and at Play, Smith, Elder & Co, London 1913)[20]
- Неизбежни брак (The Inevitable Marriage, London: John Long 1915)
- Страст и вера (Passion and Faith, London: S. Paul 1915)[21]

### Књиге издате на немачком језику
- Опљачкајте свог суседа (Loot Your Neighbour. Roman Cologne: Bachem o. J. (Beggar My Neighbour))
- Заборављени грех (A Forgotten Sin. Stuttgart: Engelhorn 1900)
- Крвни порез (The Blood Tax. Leipzig: Schmidt & Günther 1904)
- Реституција (Restitution. Leipzig: Tauchnitz 1908)
- К. у. К. официри: Озбиљни и весели од пре светског рата (K. u. K. officers: Serious and Cheerful from before the World War, Brunswick, Hamburg: Westermann 1916 (posthumously)